# Палермо (аеропорт)
Аеропорт Палермо імені Фальконе та Борселліно (IATA: PMO, ICAO: LICJ) (італ. Aeroporto Falcone Borsellino) — аеропорт в Пунта-Раїсі, за 35 км NWN від Палермо, Сицилія, Італія.
Аеропорт є хабом для:
- Alitalia
- Ryanair
- Volotea

## Авіалінії та напрямки
| Авіакомпанія                  | Пункт призначення |
| ----------------------------- | --- |
| Aegean Airlines               | Сезонний: Афіни |
| Air Italy                     | Мілан-Мальпенса |
| Air Malta                     | Мальта |
| Alitalia                      | Мілан-Лінате, Рим-Ф'юмічіно Сезонний: Болонья, Москва-Шереметьєво, Венеція |
| Austrian Airlines             | Сезонний: Відень |
| Air Serbia                    | Сезонний чартер: Белград |
| British Airways               | Лондон-Хітроу |
| Brussels Airlines             | Сезонний: Брюссель |
| Condor                        | Сезонний: Дюссельдорф (з 17 квітня 2019), Франкфурт |
| Corendon Dutch Airlines       | Сезонний: Амстердам (з 11 квітня 2019), Маастрихт/Аахен (з 27 квітня 2019) |
| DAT                           | Лампедуза, Пантеллерія |
| easyJet                       | Лондон-Гатвік, Мілан-Мальпенса, Неаполь (з 3 вересня 2018) Сезонний: Ліверпуль, Лондон-Лутон, Ліон, Париж-Орлі |
| easyJet Switzerland           | Женева |
| Enter Air                     | Сезонний чартер: Бордо, Вроцлав, Париж-Шарль де Голль |
| ASL Airlines France           | Сезонний чартер: Довіль, Ліон, Мец, Париж-Шарль де Голль |
| Eurowings                     | Мюнхен, Штутгарт Сезонний: Кельн/Бонн |
| Germania                      | Сезонний: Тулуза |
| Iberia Express                | Сезонний: Мадрид |
| Laudamotion                   | Сезонний Дюссельдорф (з 2 квітня 2019) |
| Lufthansa                     | Франкфурт, Мюнхен |
| Luxair                        | Сезонний: Люксембург |
| Neos                          | Сезонний: Мілан-Мальпенса |
| Norwegian Air Shuttle         | Сезонний: Стокгольм-Арланда |
| Pobeda                        | Москва-Внуково |
| Ryanair                       | Афіни, Париж-Бове, Мілан-Бергамо, Берлін-Шенефельд, Болонья, Бухарест, Будапешт, Брюссель-Шарлеруа, Кельн/Бонн, Лондон-Станстед, Мадрид, Марсель, Меммінгем, Мілан-Мальпенса, Нюрнберг, Піза, Рим-Фіумічіно, Тревізо, Турин, Валенсія, Верона, Веце, Вроцлав Сезонний: Дублін, Манчестер |
| Scandinavian Airlines System  | Сезонний: Копенгаген, Осло-Гардермуен, Стокгольм-Арланда |
| Swiss International Air Lines | Сезонний: Цюрих |
| Transavia                     | Сезонний: Роттердам |
| Transavia France              | Париж-Орлі Сезонний: Ліон, Нант (з 8 квітня 2019) |
| TUI fly Belgium               | Сезонний: Брюссель, Лілль Сезонний чартер: Брест-Бретань, Ліон, Нант, Париж-Шарль де Голль, Тулуза |
| Travel Service Airlines       | Сезонний чартер: Довіль, Ліон, Нант, Париж-Шарль де Голль |
| Travel Service Slovakia       | Сезонний чартер: Братислава |
| Tunisair                      | Туніс |
| Volotea                       | Анкона, Барі, Генуя, Неаполь, Турин, Венеція, Верона Сезонний: Афіни, Більбао, Бордо, Кальярі, Корфу, Іракліон, Ібіца, Ліон, Малага, Нант, Ніцца, Ольбія, Пальма-де-Мальорка, Пескара, Родос, Санторіні, Спліт, Страсбург, Тулуза, Закінф                                                |
| Vueling Airlines              | Барселона, Флоренція, Рим-Фіумічіно |

## Статистика
Пасажирообіг та зміни
- 2.886.775 (1999)
- 3.199.782 (2000) ▲10.8%
- 3.175.513 (2001) ▼0.8%
- 3.515.102 (2002) ▲10.7%
- 3.633.018 (2003) ▲3.4%
- 3.759.978 (2004) ▲3.5%
- 3.810.860 (2005) ▲1.4%
- 4.280.614 (2006) ▲11.5%
- 4.511.165 (2007) ▲5.7%
- 4.446.142 (2008) ▼1.4%
- 4.376.143 (2009) ▼1.6%
- 4.367.342 (2010) ▼0.2%
- 4.992.798 (2011) ▲14.3%
- 4.608.533 (2012) ▼7.7%
- 4.349.672 (2013) ▼5.6%
- 4.553.631 (2014) ▲5,09%
- 4.892.304  (2015) ▲7.44%
- 5.309.137 (2016) ▲ 9.06%
- 5.753.045 (2017) ▲ 8,08%

## Наземний транспорт

### Залізниця
Аеропорт обслуговує залізнична станція Пунта-Раїсі, звідки курсують потяги до станції Палермо-Центральне. Зі станції Палермо-Центральне експрес прямує з 4:45 до 20:09, а у зворотний бік з 5:54 до 22.05. Час в дорозі може варіюватися від 70 до 45 хвилин. Вартість квитка — 5,50 євро.

### Автобуси
Автобуси курсують від терміналу що півгодини з 6:00 до 24:00. Вартість проїзду до Палермо — 6,3 євро.